# سرزمین سایه‌ها (رمان)
سرزمین سایه ها (به انگلیسی: The Shadowlands) آخرین جلد مجموعهٔ سه جلدی «سرزمین سایه‌های دلتورا» اثر امیلی رودا (جنیفر روو) است و در سال ۲۰۰۲ توسط انتشارت اسکلاستیک منتشر شده‌است.